# Deronectes fosteri
Deronectes fosteri là một loài bọ cánh cứng trong họ Bọ nước. Loài này được Aguilera & Ribera miêu tả khoa học năm 1996.